# Янстройлаг
Янський будівничий ВТТ (рос. ИТЛ ЯНСТРОЯ ДАЛЬСТРОЯ, Хандыгский ИТЛ УСВИТЛа, ИТЛ «Янстрой», Янстройлаг, ЛО Янстроя) — табірний підрозділ, що діяв в структурі Дальбуду.
Час існування: організований не пізніше 01.02.51; закритий не раніше 01.01.54.

Реорганізований: між 22.05.51 і 20.05.52 — з ЛО (табірне відділення) у ВТТ (виправно-трудовий табір).
Управління Янстройлага розміщувалося в селищі Хандига, Якутська АРСР. В оперативному командуванні воно підпорядковувалося спочатку Головному управлінню виправно-трудових таборів Дальбуду, а пізніше Управлінню північно-східних виправно-трудових таборів Міністерства Юстиції СРСР (УСВИТЛ МЮ). Пізніше сам УСВИТЛ був переданий в систему Міністерства Внутрішніх Справ.
Максимальна одноразова кількість ув'язнених досягало 4400 осіб.

## Виконувані роботи
- буд-во Батигайської (Батагайської), Бургочанської, Ілінтаської дизельних електростанцій, Хандигської ЦЕС,
- буд-во ЛЕП-110 Хандига — Південна група підприємств і Південна група підприємств — Північна група підприємств, ЛЕП-35 для приєднання Південної та Північної груп підприємств до основної магістралі,
- житлове і дорожнє буд-во, обслуговування доріг, пошукові роботи під дорожнє буд-во,
- вуглевидобуток, виготовлення цегли, лісозаготівлі, с/г роботи.